# GDesklets
gDesklets ist eine freie, in PyGTK geschriebene Widget-Engine. Die Software wurde von Martin Grimme (heute Gesellschafter bei Lintegra OpenSource & Security) und Christian Meyer (Universität Passau) ins Leben gerufen. Kleine Desklets (eine Kombination der Wörter Desktop und Applet), können auf dem Desktop frei platziert werden. gDesklets ist so flexibel, dass es nicht nur unter Gnome läuft, für das es ursprünglich konzipiert war, sondern auch auf KDE, Xfce, Fluxbox und vielen anderen, solange die benötigten Gnome-Bibliotheken installiert sind.
Das Framework kann dabei durch sogenannte Controls erweitert werden, da die Desklets selbst in einer Sandbox laufen und nicht direkt mit dem System kommunizieren können. Das hat den Vorteil, dass bösartiger Code nicht das System beschädigen kann.
Die Desklets selbst sind ein XML-Dialekt, der ADL (= Applet Description Language) genannt wird. ADL ist ähnlich wie HTML sehr einfach erlernbar und bereitet selbst ungeübten Anwendern keine Probleme. Durch Inline-Scripting lassen sich Desklets zum Leben erwecken. Inline-Scripting bedeutet hier, dass sowohl XML, als auch Python-Code ineinandergreifen, also auf XML-Elemente zugegriffen werden kann und diese verändert werden können:
```
<?xml version="1.0" encoding="UTF-8"?>

<display
 
window-flags=
"sticky"
>

    
<label
 
id=
"mylabel"
 
font=
"Mono 18"
 
value=
"Hallo"
 
color=
"#00ff00"

           
on-doubleclick=
"click_cb()"
 
/>

    
<script>

    
<![CDATA[

        def click_cb():

            Dsp.mylabel.value = "Welt"

            Dsp.mylabel.color = "#ff0000"

    ]]>

    
</script>

</display>

```

Durch einen Doppelklick auf das Desklet ändert sich das Label von Hallo zu Welt und von grün zu rot. Auf diese Weise lassen sich sehr komplexe Desklets realisieren, die auf Benutzerinteraktionen reagieren.

## Desklets
Es gibt eine Vielzahl von Desklets, die verschiedenste Bereiche abdecken. Dazu zählen:
- Uhren
- Kalender
- Wetter
- Feedreader
- Steuern anderer Anwendungen (z. B. XMMS und Pidgin)
- Animierte Symbolleisten
- Desktop-Notizzettel
- Systemmonitor